# (5537) Sanya
(5537) Sanya es un asteroide perteneciente al cinturón de asteroides descubierto el 9 de octubre de 1964 por el equipo del Observatorio de la Montaña Púrpura desde el Observatorio de la Montaña Púrpura, Nankín (China).

## Designación y nombre
Designado provisionalmente como 1964 TA2. Fue nombrado Sanya en homenaje a Sanya, la única ciudad turística costera tropical ubicada en el extremo sur de la isla de Hainan, en China. Como una ciudad de primavera con su mar azul, playas de arena blanca y un ambiente atmosférico de clase mundial, Sanya es conocida como la ciudad natal del sol y el paraíso de las vacaciones.

## Características orbitales
Sanya está situado a una distancia media del Sol de 2,276 ua, pudiendo alejarse hasta 2,650 ua y acercarse hasta 1,901 ua. Su excentricidad es 0,164 y la inclinación orbital 5,946 grados. Emplea 1254,34 días en completar una órbita alrededor del Sol.

## Características físicas
La magnitud absoluta de Sanya es 14. Tiene 3,87 km de diámetro y su albedo se estima en 0,47. 